# Colonne Louis XVIII
La colonne Louis XVIII est une haute colonne située dans le quartier de Courgain à Calais pour commémorer la visite du roi Louis XVIII dans la ville.

## Histoire
Après la chute de l'empire, Louis XVIII, sollicité par une délégation du conseil municipal pour rentrer en France par Calais, accepte car selon lui, c'était le chemin le plus court, et il était pressé. Le monument érigé avec son accord en souvenir de son débarquement du 24 avril 1814 porte une plaque de bronze de l'empreinte royale et un texte commémoratif. Classée monument historique en 1933, la colonne est enlevée en 1939 pour ne pas gêner les travaux du port et est ainsi sauvée de la destruction. Formée de blocs de pierre superposés, elle a quitté son ancien emplacement sur le quai pour être érigée en 1965 à son emplacement actuel dans le quartier de Courgain.